# Lisina (Plužine)
Pour les articles homonymes, voir Lisina.
Lisina (en serbe cyrillique : Лисина) est un village de l'ouest du Monténégro, dans la municipalité de Plužine.

## Démographie

### Évolution historique de la population
| 1948 | 1953 | 1961 | 1971 | 1981 | 1991 | 2003 |
| ---- | ---- | ---- | ---- | ---- | ---- | ---- |
| 133  | 140  | 117  | 86   | 65   | 45   | 34   |